# کو تای چوئن
کو تای چوئن (انگلیسی: Ko Tai Chuen؛ ۱۹۲۵ – ۳۰ ژوئیه ۱۹۹۹) بازیکن بسکتبال اهل سنگاپور بود. وی در بازی‌های المپیک تابستانی ۱۹۵۶ شرکت کرده‌است.